# Lily Lake Trail
Le Lily Lake Trail est un sentier de randonnée américain dans le comté de Larimer, au Colorado. Il est situé au sein du parc national de Rocky Mountain, où il fait le tour du lac Lily.